# Tarlatana

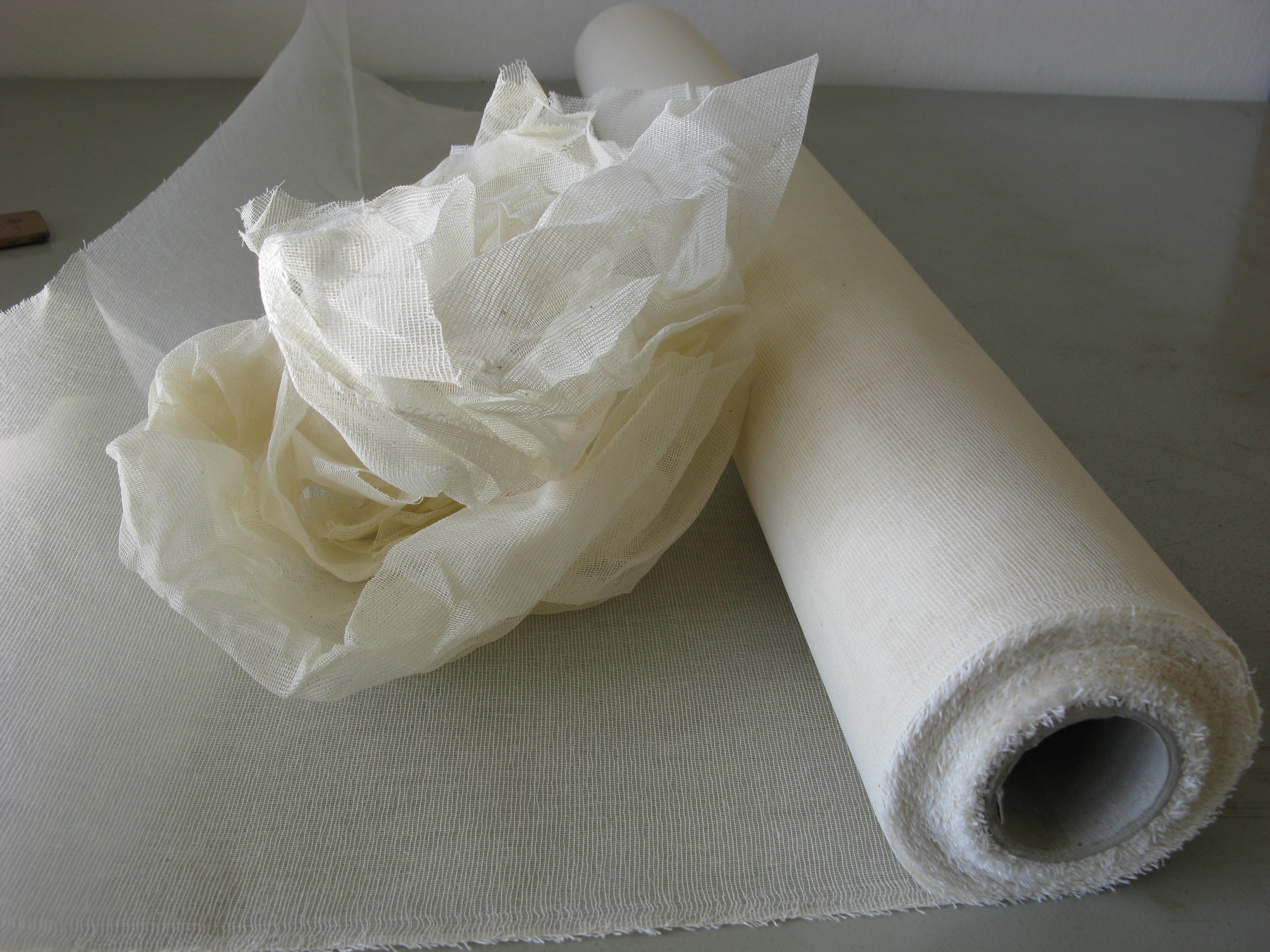
Tarlatana.

La tarlatana o tarlatán es un género textil ligero, originario de la India. El vocablo «tarlatana» proviene del francés, ‘tarlatane’, pues la fabricación se estableció en Tarare, población del Ródano-Alpes.
Se trata de un tejido parecido a la muselina, de trama más abierta o rala que ésta pero, a la vez, con una consistencia más rígida. Suele ser de color blanco natural. Se fabrica en algodón o en mezcla de algodón y poliéster; estos son más ligeros que los primeros.
Es un tejido de ligamento tafetán plano o básico, con mucho apresto que le proporciona cierto brillo. El apresto tradicional es a base de almidón, pero existen otros basados en productos químicos y calor. Se considera un «tejido de expansión»; es decir, que amplía la forma, la exagera para destacar la silueta, como ocurre con los miriñaques y otras faldas abullonadas.

## La tarlatana en el ámbito de la moda

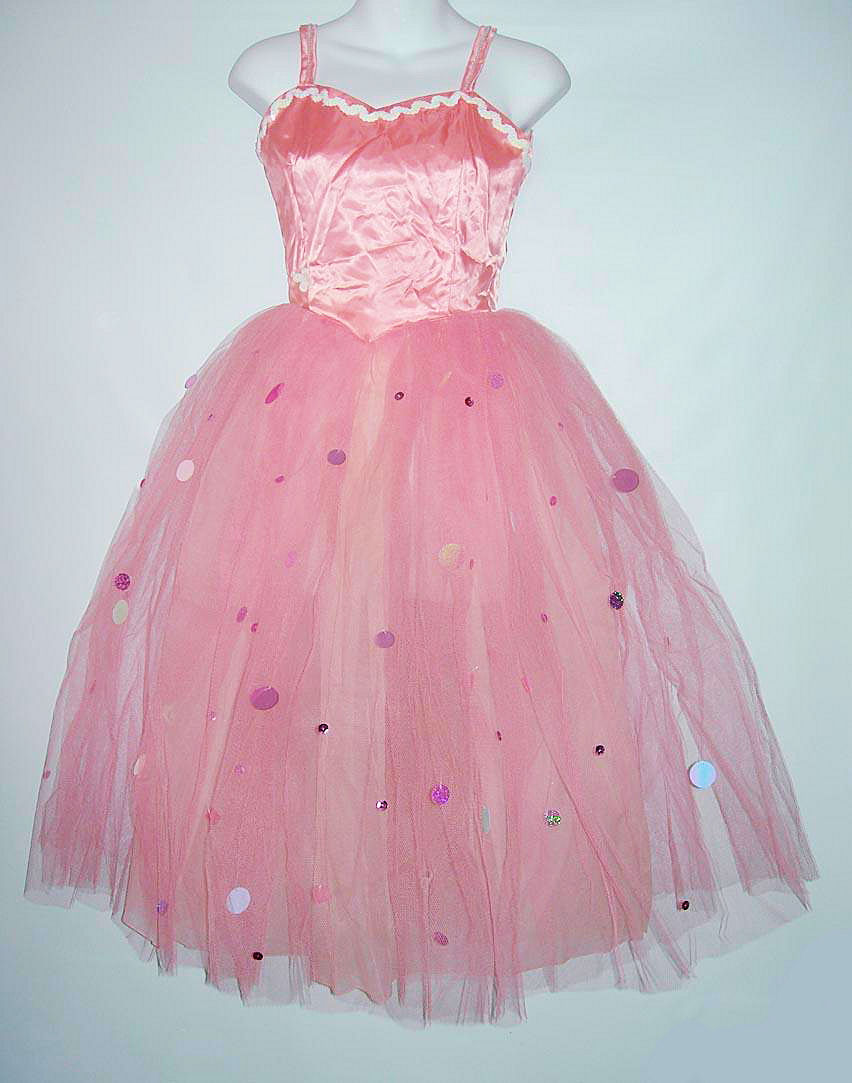
Tutú de bailarina de ballet cuya falda está confeccionada con tarlatana.

Se utiliza habitualmente para realizar modelos o patrones, vestidos de noche —de amplia falda—, sombreros —para mantener la forma de las alas— y enaguas —para dar soporte al volumen y forma de faldas—; también, pero menos frecuentemente, para la confección de mosquiteras y visillos.
Luego de la Segunda Guerra Mundial, se comenzó a emplear en la fabricación de las faldas de los tutús que son parte del vestuario clásico de las bailarinas de ballet. Con este tejido se conforma la base que soporta los volantes o volados.

## Otras aplicaciones
También se emplea como refuerzo del lomo de los libros en encuadernación. En los grabados al aguafuerte se emplea para retirar el sobrante de la tinta con que se ha impregnado la plancha de estampación.
Los vendajes para escayolar suelen ser de gasa gruesa o tarlatana. También se utiliza la tarlatana en procesos de restauración de frescos (técnica strappo).
Es un material muy utilizado en las artes escénicas, para la realización de esculturas corpóreas y semicorpóreas, realizadas o talladas en poliestireno expandido. "Tarlatanear" es el proceso de cubrir dichas piezas con pedazos de tarlatana y pegamento, como por ejemplo, cola vinílica. Mayormente se utiliza una pasta hecha con cola vinílica (aglutina), pintura al agua (da cuerpo) y tiza en polvo o yeso retardado (da rigidez). Al secarse este recubrimiento, queda rígido, pero el conjunto liviano. Se le puede dar cualquier acabado (rústico, lijado, se puede pintar, etc.). Con esta técnica se puede imitar cualquier textura (madera, piedra, metal, etc.). Tiene una gran similitud con la técnica de cartapesta, que se diferencia en que uno está hecho con dicha tela y otro con papel.